# Aratinga chloroptera
Aratinga chloroptera là một loài chim trong họ Psittacidae.